# 暗鳜
暗鳜（学名：Siniperca obscura）为輻鰭魚綱鱸形目鱸亞目真鱸科鳜属的鱼类，俗名暗色鳜。在中国，分布于长江、珠江及闽江等水系，體長可達8.1公分，棲息在底中層水域，生活習性不明。该物种的模式产地在江西河口。